# Henri Temple
Pour les articles homonymes, voir Temple.
Henri Temple, né le 1er novembre 1945 à Montpellier, est un universitaire, il fut avocat et homme politique.
Maître de conférences honoraire en droit privé à l'université de Montpellier, il est spécialiste du droit économique (consommation, concurrence, libre circulation) et a publié des travaux de philosophie politique.

## Biographie

### Origines familiales et études
Sa famille montpelliéraine est originaire du Rouergue,.
Il obtient un DES de droit en 1970, intitulé L'agriculture de groupe et la commercialisation des fruits.
Il soutient une thèse de doctorat en droit intitulée Les Sociétés de fait sous la direction de Jean Calais-Auloy en 1975 à l'université de Montpellier puis après avoir enseigné à l'Université d'Abidjan, revient en France et devient avocat.

### Carrière professionnelle
Devenu avocat, il se fait connaître progressivement en droit de protection des consommateurs, et en droit alimentaire. En 2011, il est membre du conseil de l'ordre des avocats de l'Hérault.
Il réalise sa carrière universitaire à la Faculté de droit de Montpellier (désormais honoraire).
Il est cofondateur, en 1975, du premier Centre de recherche en droit de la consommation avec le Professeur Jean Calais-Auloy dont il assure la direction de 2000 à 2012 et dirige de 1990 à 2012 le Master 2 professionnel de droit de la consommation et de la concurrence,, associé à de nombreux projets législatifs dans divers pays,. Il donne des conférences tant de philosophie politique que de droit économique au Brésil, Roumanie, Italie, Afrique, Russie.
Comme avocat il a plaidé à l'étranger contre des compagnies pétrolières et, en Europe, pour des associations de consommateurs.
Il est co-auteur d'un ouvrage intitulé Droit de la Consommation,. Il est aussi l'auteur de plusieurs ouvrages juridiques, notamment l'ouvrage issu de sa thèse Les sociétés de fait,. Il dirige et participe, également à l'ouvrage collectif Traité de droit alimentaire (2013) le premier jamais paru dans cette discipline nouvelle, et rédige un ouvrage de philosophie politique, Théorie générale de la nation-L'architecture du monde (2014), préfacé par Gérard Lafay. Cette recherche, innovante et sans précédent, est la première approche multidisciplinaire des réalités psychologiques, culturelles, juridiques, sociales, démontrant l'inéluctabilité économique, internationale et politique du concept de nation.

#### Unité de l'œuvre
De sa thèse à ses travaux de philosophie politique récents courent plusieurs idées auxquelles il essaie de donner une cohérence mutuelle. Les sociétés de fait sont informelles mais il faut leur reconnaître une vie, et des droits à leurs associés, si des éléments de fond sont réunis : du fait naît le droit. Les consommateurs représentent les 3/4 de l’économie et ils ont une fonction (la demande) d'orientation du marché. Il faut donc leur reconnaître des droits individuels mais aussi collectifs (actions collectives et actions de groupe) pour rééquilibrer le rapport de force, afin que le marché puisse jouer le rôle qui lui est attribué. Le citoyen n'est pas un être abstrait mais une personne sensible. Sur cet affect individuel, national et culturel, propre à chaque être, se fondera un lien sociologique, puis solidariste, puis économique, juridique et enfin politique. Henri Temple, développe les thèses soutenues dans la « Théorie générale de la nation », pour donner un contenu à une idée déjà esquissée par Pierre-André Taguieff, celle du nationisme, c'est-à-dire une approche scientifique du fait national et de ses conséquences. Il publie également une étude sur le nationisme dans les Cahiers de psychologie politique, une revue de psychologie politique de l'Université de Caen. Il développe, en 2024 l'idée de Nationisme présentée comme une alternative tant aux nationalismes au mondialisme.
Il tente souvent de transposer dans les sciences sociales des principes inspirés des sciences, que ce soit le principe de précaution sociologique, ou la thèse du constructalisme du physicien Adrian Bejan, selon laquelle toute construction physique, biologique ou humaine s'organise selon le principe premier qui est reproduit à chaque échelon de taille supérieure.
En 2017, il prend parti en faveur de l'initiative démocratique référendaire suisse de 2018, dite « Monnaie pleine », ayant pour finalité d'instaurer le contrôle par l’État de l'émission de monnaie, en apportant sa caution sur le site du collectif.

### Engagement politique
Henri Temple fut candidat aux élections législatives de 1993 dans la 2e circonscription de l'Hérault sous les couleurs du Centre national des indépendants puis présent sur la liste de Philippe de Villiers lors des élections européennes de 1994.
Il adhéra ensuite dès 2006 à Debout la République, mouvement présidé par Nicolas Dupont-Aignan et devenu ensuite Debout la France, et fut membre de son conseil national en tant que représentant de la fédération de l'Aveyron, membre de son bureau national et délégué national à l'indépendance de la France de cette formation (Affaires étrangères).
Tête de liste aux élections européennes de 2009 pour la première campagne européenne de Debout la France dans la circonscription Sud-Ouest et recueille 1,28 % des suffrages exprimés (33 656 voix).
Il démissionne de DLF en octobre 2017.[Information douteuse] Il a depuis rejoint le cercle de réflexion Oser la France en tant que délégué du comité scientifique pour le département de l'Hérault.[réf. nécessaire] et plus récemment un groupe d'intellectuels souverainistes et sociaux (Repenser l'avenir de la France). En 2024 il rompt tout contact avec tous partis, mouvances ou hommes politiques.
Il écrit désormais des ouvrages de philosophie politique et des chroniques politiques, économiques et littéraires sur des sites comme Causeur, Boulevard Voltaire, Front Populaire ou Le Réveil français. En avril 2024 il publie un ouvrage de philosophie politique et économique sur le concept de nationisme. Désormais il se consacre à l'écriture d'une saga historique.

## Publications

### Ouvrages
- Essai sur le concept de NATIONISME (Le théorème du "nationisme" : évidence des nations et cercle vertueux de conséquences), préface Pr Jean-Pierre Doumenge', Sphairôs par Amazon, 470 p. 2024.
- Qu’est-ce qu’une nation en Europe ?, Presses de l'université Paris-Sorbonne[24], en collaboration avec Éric Anceau, novembre 2018.
- Théorie générale de la nation : l'architecture du monde, L'Harmattan[25].
- Droit de la consommation, avec Jean Calais-Auloy, Précis Dalloz, 9°éd, mars 2015, 10° éd, mars 2020
- Traité pratique de droit alimentaire. (rédacteur et coordonnateur, Éditions Lavoisier), juin 2013.
- Coordination du Liber amicorum, Jean Calais-Auloy, Dalloz, 2004.
- Les sociétés de fait, LGDJ, 1975.

### Romans
- Le Grand Pèlerinage, décembre 2024.

### Articles
- Du bon usage du droit de la consommation pour contribuer au rétablissement d’une économie sinistrée [par la Covid], note sous CA Toulouse, 17 février 2020, Dalloz, no 26, 23 juillet 2020, p. 1505
- « The Fathers and Mothers of Consumer Law and Policy in Europe : The Foundational Years 1950-1980 », p. 133, European University Institute Florence, (Italie) July 2019, co-dir. Micklitz, Hondius © 2019 European University Institute
- « Les États sont-ils en train de reprendre la main sur la mondialisation ? » in Dialogue franco russe - Académie des sciences de Russie, Moscou 2019
- Food Traceability and emerging technologies, food biology series, Science publishers, DRC Press (collab. D. Montet & Ramseh C.Ray, États-Unis, CIRAD, June 2017
- Sentiment national, Droit, droits de l’homme, Mélanges dédiés au Doyen Francis V. Wodié, Université d 'Abidjan- Cocody (Côte d’Ivoire) Presses Université de Toulouse 1, 2016, p. 501.
- Quel droit de la consommation pour l'Afrique ? Mélanges dédiés au Doyen Francis V. Wodié, Université Abidjan-Cocody (Côte d'Ivoire) Presses Université de Toulouse 1, 2016, p. 121.
- Le règlement extra judiciaire des litiges de consommation en France, Revista luso-brasileira do direito do consumo, 2016 (Brésil)
- Théorème du nationisme- Contemporaine évidence des nations, Cahiers de psychologie politique, Université de Caen, no 27, août 2015
- « Changement de paradigme : Les nations comme fondement intellectuel, moral, psycho-sociologique, économique, démocratique et diplomatique de l’architecture du monde », sur le site Le réveil français, 2015 ; et en russe  Anri Tamplh, Natsionalnoïé gosoudarstvo... in Miéjdounarodnaïa Konférentsïa: Yalta 1945, éd. Astreïa, Moskva (Russie), 2015, p. 190 et s.
- « Sentiment national et droits de l'homme », Cahiers de psychologie politique, no 25, août 2014
- « Sentiment national et droits », in Le sentiment et le droit, CNRS, Ed. Univ. Sherbrooke (Canada), 2012.
- « Les clauses abusives en droit français positif (après la réforme du 17 mars 2014) », in Revista luso-brasileira do direito do consumo, vol..IV, no 16, décembre 2014,p. 211 à 219[26]
- « Les recours collectifs, vue d’ensemble, modes d’actions, résultats, perspectives », in Liber Amicorum Mario Frota : A causa dos direitos dos consumidores, p. 259-270, Ed. Almedina, Portugal, Coïmbra, janvier 2012
- « Les recours collectifs, modes d’actions, résultats », in Revue Lamy concurrence, novembre 2011
- « Les mécanismes de réparation », in L’action collective ou action de groupe, Éditions Larcier  Bruxelles, oct.2010,p. 93 et s[27].
- « La responsabilité du fait des produits ». Mai 2010 (Arrêt CJCE 9 décembre 2009, Lamy Affaires, avr.2010,p. 40
- « Les prescriptions civiles dans les relations entre professionnels et consommateurs ». Les Petites Affiches. Juin 2009
- « La traçabilité des produits alimentaires et non alimentaires : droit et conséquences », (novembre 2008; Coll. techniques de l'ingénieur)[28]
- « Une nouvelle mission de l’avocat dans l’entreprise : la prévention des risques judiciaires et des crises en matière de consommation », Revue française de gestion industrielle, vol.26,no 4, sept .2007
- « La loi du 1er août 1905. Protection des consommateurs ». Documentation française, 2007, p. 184
- « L’OHADA : le droit au service du développement ». ACCOMEX CCI Paris, avril 2007[29],[30]
- « Class action et économie de marché », JCP, éd. G, 2005, p. 992
- « Le Droit de la consommation est-il contre l’entreprise ? », Marketing et communication, 2005/2 (Vol. 5)[31]
- « Le nouveau droit alimentaire européen : précaution, traçabilité, sécurité - Actes de colloque » (Direction), Faculté de droit de Montpellier, 2005[32]
- « Le droit de la consommation est-il subversif ? » in Liber amicorum Jean Calais-Auloy, Dalloz, 2004[33]
- « Quel droit de la consommation pour l’Afrique ? », Revue burkinabé de droit, no 43-44, 1er et 2e semestres 2003[34],[35]
- « Réforme du droit européen de la concurrence : Règlement (CE) no 1/2003 du Conseil du 16 décembre 2002 relatif à la mise en œuvre des règles de concurrence prévues aux articles 81 et 82 du Traité », Centre de droit de la consommation et du marché, Université Montpellier 1, 2002

### Traduction
- (en) Consumer Code (Code français de la consommation), avec Geoffrey Woodroffe, sur legifrance.gouv.fr (2006)[36]